# Henry B. Eyring

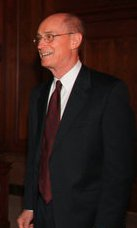
Henry B. Eyring

Henry Bennion Eyring (* 31. Mai 1933 in Princeton, New Jersey) ist 2. Ratgeber des Präsidenten der Kirche Jesu Christi der Heiligen der Letzten Tage.
Eyring ist der zweite von drei Söhnen des theoretischen Chemikers Henry Eyring und dessen Frau Mildred, geb. Bennion. Mit seiner Frau Kathleen, geborene Johnson, hat er sechs Kinder.
Eyring studierte zunächst Physik (B.Sc.) an der University of Utah, um seinem Vater naturwissenschaftliches Talent zu beweisen und erwarb danach einen Doktorgrad in seinem Neigungsfach Betriebswirtschaftslehre an der Harvard University. Von 1971 bis 1977 war er Präsident des Ricks College in Rexburg, Idaho (heute BYU Idaho) und diente von September 1980 bis April 1985 und von September 1992 bis Januar 2005 als Beauftragter für das Bildungswesen der Kirche Jesu Christi der Heiligen der Letzten Tage (CES). Am 6. April 1985 wurde er in das Amt des zweiten Ratgebers in der Präsidierenden Bischofschaft berufen. Am 3. Oktober 1992 wurde er ins erste Siebzigerkollegium berufen und am 6. April 1995 zum Apostel ordiniert.
Nach dem Tod von James E. Faust, 2. Ratgeber von Präsident Gordon B. Hinckley, wurde Eyring am 6. Oktober 2007 an diese Stelle berufen. Nach dem Tod von Präsident Hinckley wählte ihn dessen Nachfolger, Thomas S. Monson, zu seinem 1. Ratgeber. In diesem Amt wurde er durch die gesamte Kirchenmitgliedschaft anlässlich der Generalkonferenz am 5. April 2008 bestätigt.   Nach dem Tod von Thomas S. Monson wurde Eyring am 14. Januar 2018 als 2. Ratgeber des nachfolgenden Präsidenten Russell M. Nelson eingesetzt.